# 케빈 베렌스
케빈 베렌스(독일어: Kevin Behrens, 1991년 2월 3일 ~ )는 독일의 축구 선수이다. 그의 포지션은 공격수로, 현재 분데스리가의 VfL 볼프스부르크에서 활약하고 있다.

## 클럽 경력
베렌스는 베르더 브레멘 III, SV 빌헬름스하펜, 하노버 96 II, 알레마니아 아헨, 로트바이스 에센, 1. FC 자르브뤼켄, 그리고 SV 잔트하우젠에서 뛰며 레기오날리가에서 선수 생활의 대부분을 보냈다. 자르브뤼켄 소속으로, 그는 2016-17 시즌 자를란트컵과 2017-18 시즌 레기오날리가 남서부에서 우승을 거두었다.
2021년 여름 이적 시장에서 베렌스는 동베를린을 연고로 하는 분데스리가의 우니온 베를린으로 이적했다. 2021년 9월 16일, 그는 3-1로 패한 슬라비아 프라하의 2021-22년 UEFA 유로파컨퍼런스리그 경기에서 유럽대항전 데뷔골을 기록했다. 분데스리가 2023-24 시즌의 첫 경기일인 2023년 8월 20일, 베렌스는 4-1로 이긴 1. FSV 마인츠 05와의 슈타디온 안 데어 알텐 푀르스테라이에서 열린 홈경기에서 모두 헤딩으로 골을 넣으며 분데스리가에서 첫 해트트릭을 기록했다. 2023년 9월 20일, 그는 1-0으로 패한 레알 마드리드와의 경기에서 UEFA 챔피언스리그 데뷔전을 치렀다.

## 국가대표팀 경력
2023년 10월, 베렌스는 미국과 멕시코와의 친선 경기를 앞두고 처음으로 독일 성인 대표팀에 차출되었다. 그는 2-2로 비긴 멕시코와의 경기에서 87분에 자말 무시알라와 교체 투입되어 국가대표팀 데뷔전을 치렀다.

## 사생활
그의 여동생 킴 반 데 벨데 (née 베렌스)는 배구 선수이자 비치발리볼 선수이다.